# Álvaro Freire
Álvaro Freire é um ator e assistente de direção brasileiro.
Álvaro iniciou sua carreira em 1975 no filme Perdida e desde então já contracenou em vinte filmes, entre eles, Dona Flor e seus dois maridos e O Grande Mentecapto.

## Filmografia

Cartaz do filme Doida Demais, destacando a protagonista Vera Fischer.

| Ano  | Filme                             | Personagem                |
| ---- | --------------------------------- | ------------------------- |
| 1991 | A Grande Arte                     | Evilásio - Mitry's Butler |
| 1989 | Corpo em Delito                   |                           |
| 1989 | Doida Demais                      |                           |
| 1989 | Minas Texas                       | General                   |
| 1989 | O Grande Mentecapto               | Padre Tibério             |
| 1986 | O Homem da Capa Preta             |                           |
| 1985 | Pedro Mico                        | Príncipe                  |
| 1983 | Aguenta Coração                   |                           |
| 1983 | Bar Esperança, o último que fecha | Thomaz                    |
| 1983 | Noites do Sertão                  | Caçador                   |
| 1983 | Parahyba Mulher Macho             |                           |
| 1982 | Para Frente, Brasil               |                           |
| 1978 | A Lira do Delírio                 |                           |
| 1978 | A Queda                           | Agente funerário          |
| 1978 | Coronel Delmiro Gouveia           |                           |
| 1978 | J.S. Brown, O Último Heroi        |                           |
| 1977 | Na Ponta da Faca                  |                           |
| 1977 | O Cortiço                         |                           |
| 1976 | Dona Flor e seus dois maridos     | Silvério                  |
| 1975 | Perdida                           | Júlio César               |